# Клеберсон, Жозе
Жозе́ Кле́берсон Пере́йра (порт.-браз. José Kléberson Pereira; род. 19 июня 1979, Ураи, Парана, Бразилия) — бразильский футболист, полузащитник. Игрок сборной Бразилии. Чемпион мира 2002 года.

## Биография
Клеберсон — воспитанник клуба «Атлетико Паранаэнсе». Начинал играть за команду из города Лондрина, которая называлась Paraná Soccer Technical Center и являлась фарм-клубом «Атлетико». В 1998 году вошёл сначала в молодёжный, а затем и в основной состав «красно-чёрных». За последующие 5 лет стал настоящей легендой клуба. Он помог своей команде не только выиграть два первенства штата, но и впервые в истории клуба стать чемпионом Бразилии (в 2001 году). В 2002 году Клеберсон стал представителем своего клуба в составе сборной Бразилии, выигравшей свой пятый чемпионат мира. В 2004 году, к 80-летию клуба, был опубликован состав символической сборной «Атлетико Паранаэнсе» за всю историю и Клеберсон вошёл в этот состав.
Однако уже в 2003 году Клеберсона купил «Манчестер Юнайтед» за 6,5 млн фунтов стерлингов. Уже во второй игре за «Юнайтед» игрок получил травму, поэтому всего за два сезона чемпион мира провёл за «красных дьяволов» лишь 30 матчей. Он отметился двумя забитыми голами в домашних встречах против «Блэкберн Роверс» и «Эвертона».
8 августа 2005 года состоялся переход игрока в «Бешикташ», где Клеберсон провёл следующие два года. В августе 2007 года было объявлено о переходе игрока во «Фламенго», однако выступать за свою новую команду он смог только с февраля 2008 из-за проблем с переходом из турецкого клуба.
За основу «Фла» Клеберсон стал выступать в Кубке Либертадорес. В середине 2008 года Клеберсон стал вовсе незаменимой фигурой в центре поля «Фламенго», после того как клуб расстался с Ренато Аугусто и Марсиньо.
28 мая 2009 года Клеберсон вернулся в сборную Бразилии после 4-летнего перерыва. Дунга стал привлекать футболиста к матчам в отборочном турнире к ЧМ-2010, а также включил в состав на победный Кубок конфедераций. В конце года Клеберсон праздновал очередную победу в чемпионате Бразилии уже вместе с «Фламенго».
В начале 2010 года «Палмейрас» пытался переманить Клеберсона как часть сделки по переходу Вагнера Лава, однако это у «зелёных» не получилось.
9 февраля Дунга опубликовал список приглашённых игроков на товарищеский матч против Ирландии, который состоится 2 марта. Клеберсон вновь значился в числе приглашённых, тем более что он уже оправился после травмы.
В июле 2012 года Клеберсон подписал двухлетний контракт с клубом «Баия».
25 марта 2013 года Клеберсон был арендован клубом MLS «Филадельфия Юнион» в качестве назначенного игрока. В североамериканской лиге дебютировал 13 апреля в матче против «Торонто», выйдя на замену в конце второго тайма вместо Реймона Гаддиса. В матче против «Торонто» 10 октября забил свой первый гол в MLS.
31 марта 2014 года Клеберсон подписал двухлетний контракт с клубом Североамериканской футбольной лиги «Инди Илевен». По окончании сезона 2015 покинул клуб из Индианы в связи с непродлением контракта.
4 января 2016 года Клеберсон подписал контракт с клубом «Форт-Лодердейл Страйкерс».
В 2017 году Клеберсон вернулся в «Филадельфию Юнион» в качестве тренера молодёжной академии клуба. 7 апреля 2022 года Клеберсон вошёл в тренерский штаб «Филадельфии Юнион II» в качестве ассистента главного тренера Марлона Леблана перед дебютным сезоном фарм-клуба в MLS Next Pro.
20 июля 2022 года Клеберсон перешёл на должность ассистента главного тренера в клубе MLS «Нью-Йорк Сити». По окончании сезона 2023 Клеберсон покинул «Нью-Йорк Сити».

## Достижения
- Чемпион мира (1): 2002
- Победитель Кубка Америки (1): 2004
- Чемпион Бразилии (2): 2001, 2009
- Чемпион штата Рио (1): 2008
- Чемпион штата Парана (2): 2000, 2001
- Победитель Кубка чемпионов Бразилии (1): 2002
- Обладатель Кубка Англии (1): 2004
- Обладатель Суперкубка Турции (1): 2006
- Кубок Гуанабара: 2008
- Обладатель «Сосье Беллено» (по версии журнала «Плакар»): 2001
- В символической сборной «Атлетико Паранаэнсе» за 80 лет (1924—2004)